# Arichanna antiplasta
Arichanna antiplasta là một loài bướm đêm trong họ Geometridae.